# IceMole

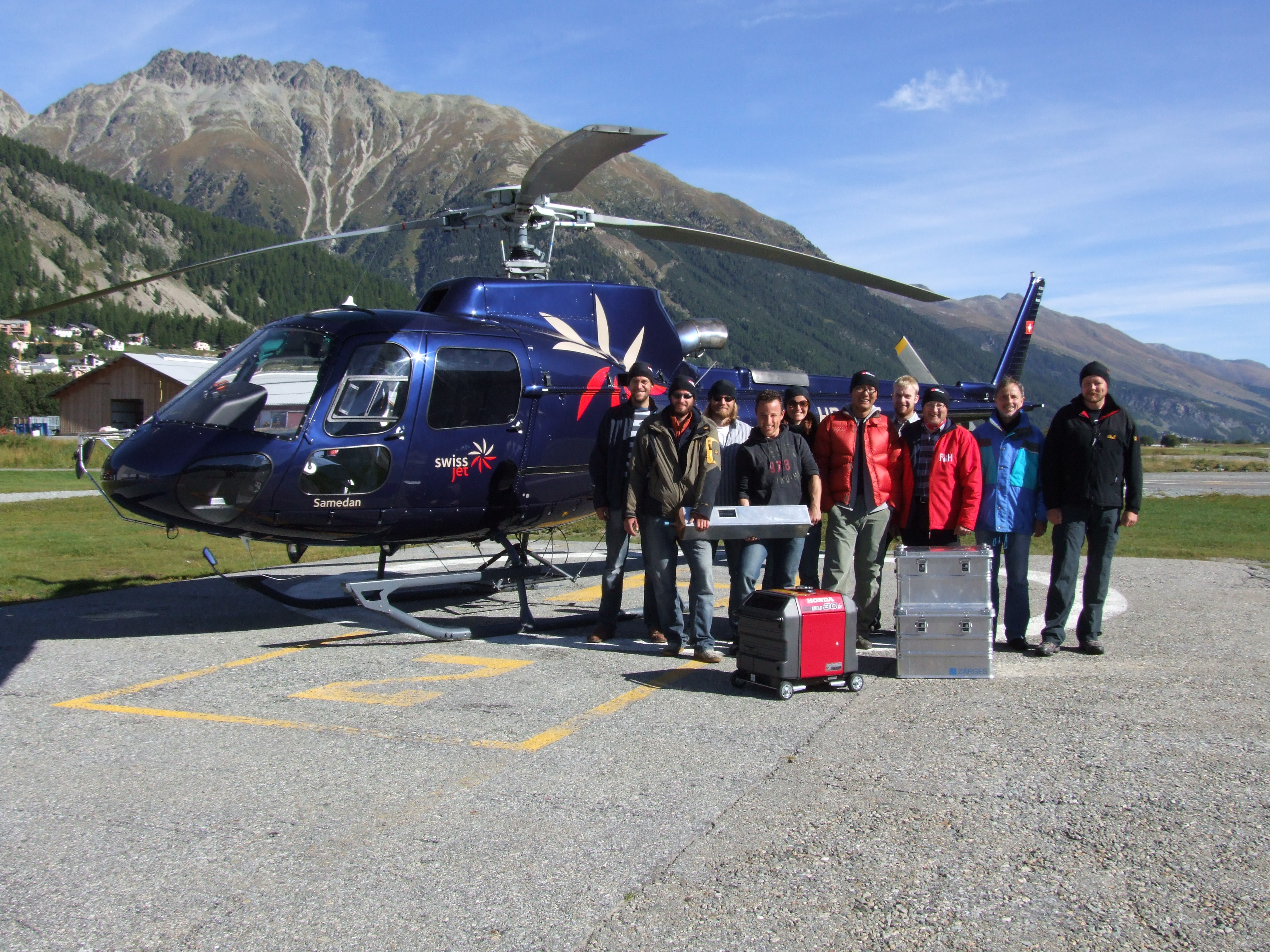
Das IceMole-Team am Flugplatz in Pontresina (Feldversuch auf dem Morteratschgletscher 2010, Schweiz)

Der IceMole ist eine kombinierte Bohr- und Einschmelzsonde für Eisschichten (Kryobot). Das Einsatzgebiet erstreckt sich von Gletschern über die Antarktis bis hin zu extraterrestrischen Regionen. Entwickelt wird die Sonde von einem Team an der FH Aachen. Der Vorteil gegenüber herkömmlichen Einschmelzsonden besteht darin, dass der IceMole durch eine partielle Steuerung der Heizsegmente am Sondenkopf seine Richtung im Eis ändern und sich auf diese Weise auch wieder an die Oberfläche zurück bohren kann. Dies wird über eine Hohlschraube an der Sondenspitze realisiert. Mit ihr kann die Sonde nicht nur einen Eiskern aufnehmen, der wissenschaftlich untersucht werden kann, sondern sich auch durch Dreckschichten ziehen.

## Von der Idee zur Entwicklung
Der IceMole wird über ein Rapid Prototyping-Verfahren entwickelt. Der erste Prototyp wurde bis August 2010 für den Einsatz auf terrestrischen Gletschern entwickelt und im September erfolgreich auf einem Schweizer Gletscher getestet. Die nächsten Generationen der Einschmelzsonde sollen auch in extraterrestrischen Regionen eingesetzt werden können. Mögliche Ziele sind die Polarregionen des Mars, der Jupitermond Europa sowie der Saturnmond Enceladus.
Die Sonde wird von einem studentischen Projektteam am Fachbereich für Luft- und Raumfahrttechnik der FH Aachen unter Leitung von Bernd Dachwald entwickelt.
Folgende Ziele hat sich das Projektteam gesetzt:
- Terrestrische Anwendungen:
  - In 2–3 Jahren: Gletscher und Eisschichten
  - In 4–6 Jahren: Das Eis und die subglazialen Seen in der Antarktis und Arktis
- Extraterrestrische Anwendungen:
  - In 10–15 Jahren: Die eisbedeckten Polkappen des Mars
  - In 20–30 Jahren: Der Jupitermond Europa und der Saturnmond Enceladus

An das Projekt werden hohe Anforderungen gestellt. Die Sonde wird nicht nur auf Zuverlässigkeit und Robustheit geprüft, sondern auch auf Autonomie und Umweltverträglichkeit.

## Geschichte
Die ersten Einschmelzsonden kamen schon in den 1960er Jahren zum Einsatz. Diese Sonden hatten ein einfaches Funktionsprinzip: Sie wurden an ihrer Spitze beheizt und schmolzen sich mit Hilfe der Gewichtskraft nach unten. Der Nachteil war, dass sie schwer handhabbar und schlecht zu steuern waren. Konventionelle Eiskernbohrungen hingegen sind technisch ausgereift und deshalb leichter durchzuführen. Aber auch sie erfordern einen sehr hohen Aufwand. Man benötigt Bohrgestänge, viel Personal und ein Labor. Deshalb sind auch konventionelle Eiskernbohrungen als autonomes System nicht zu gebrauchen. Die Kombination beider Systeme – Einschmelzsonde und Eiskernbohrung – erlaubt es, die positiven Eigenschaften beider Methoden zu nutzen und die Nachteile auszuräumen. Das IceMole-Konzept ist daher ein wichtiger Ansatz, um die Technik zur Erforschung von Eisschichten weiterzuentwickeln.

## IceMole 1
Der erste Prototyp „IceMole 1“ hat einen quadratischen Querschnitt von 150 × 150 mm. Die eckige Form ist bedeutend für das Antriebssystem, da der Sondenkopf nicht nur aus beheizbarem Kupfer besteht, sondern zusätzlich in der Kopfmitte eine Hohlschraube besitzt. Deshalb muss das erzeugte Drehmoment der Schraube über die Geometrie abgefangen werden. Der Kupferkopf beherbergt vier Heizsegmente, die quadratisch angeordnet sind und separat angesteuert werden können. Wenn nur eine Seite des Kopfes beheizt wird und die konstante Zugkraft der Schraube auf die Eisoberfläche wirkt, kann sich der IceMole mit einem Radius von zehn Metern langsam um eine Kurve ziehen. Der IceMole kann sich damit frei durch das Eis bewegen. Die Stromversorgung und Kommunikation verläuft über ein Versorgungskabel zu einer Bodenstation an der Eisoberfläche, die die Daten an eine PC-Einheit verteilt. Dieses Kabel wird beim Einschmelzen von der Sonde abgespult.

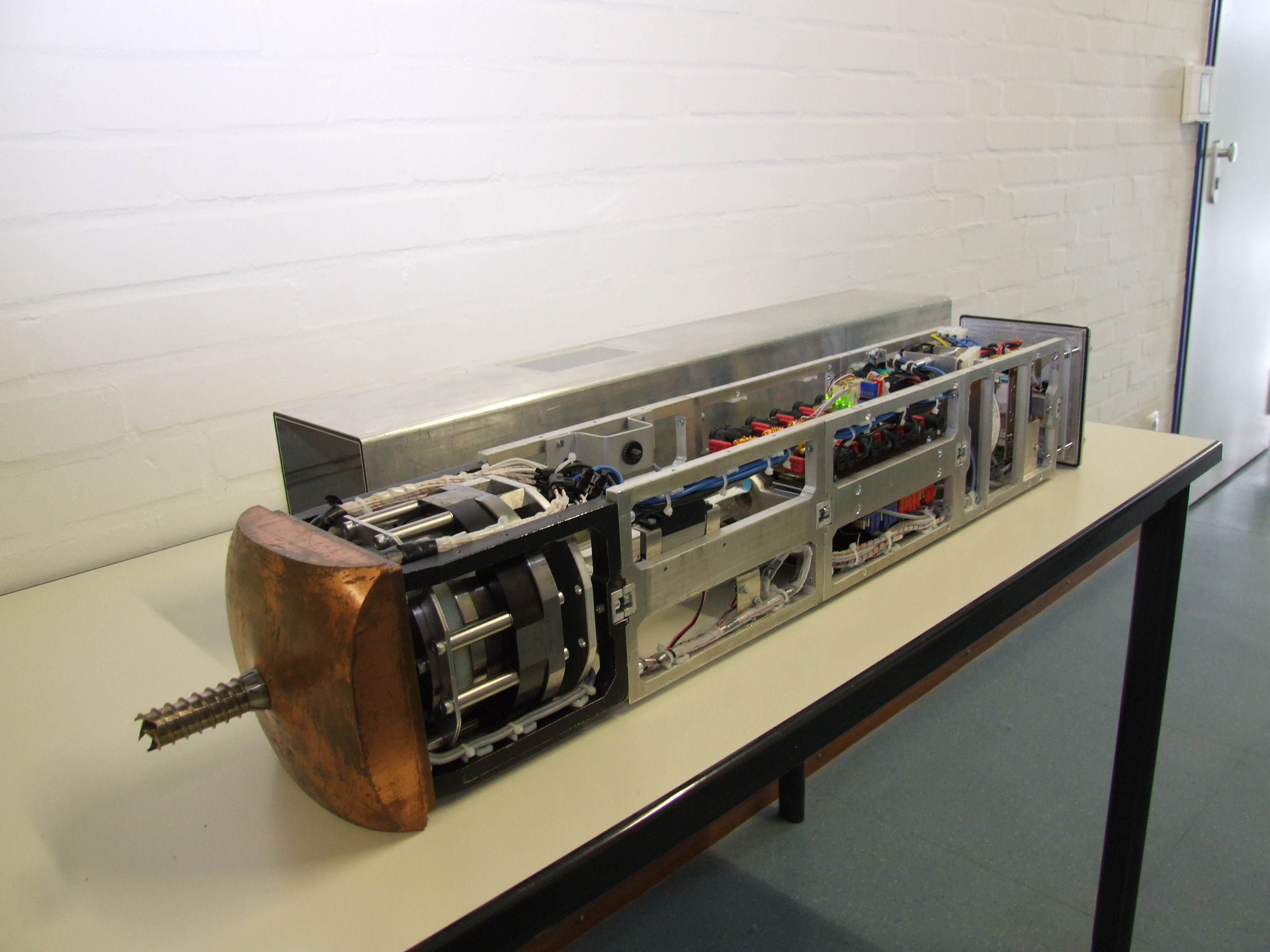
Innenansicht der Einschmelzsonde IceMole1

Neben dem Vortrieb hat die Hohlschraube noch eine zweite wichtige Eigenschaft: Die Schraube nimmt bei der Bewegung im Eis einen Eiskern in sich auf, der sich durch die komplette Sondenlänge zieht. Dieser Eiskern kann innerhalb des Systems analysiert und ausgewertet werden. Die wissenschaftlichen Instrumente, die für die Erforschung benötigt werden, können in die Sonde als Nutzlast integriert werden. Durch die Manövrierfähigkeit des IceMole werden diese auch wieder zurück an die Oberfläche gebracht. Dies war mit früheren Methoden nicht möglich, da der Eiskanal, den die Sonde zurücklässt, in einer nicht temperierten Eisschicht wieder zufriert. Einschmelzsonden, die manövrierunfähig sind, bleiben also einfach im Eis.
Das Zufrieren des Eiskanals hat den positiven Effekt, dass die Sonde sich mit einem Mechanismus selbst dekontaminieren und somit in abgeschlossene Umweltsysteme vordringen kann. Die Sonde von Verunreinigungen zu befreien ist unabdingbar, um ein geschlossenes Ökosystem nicht zu kontaminieren. Ein solches Szenario wäre bei einem subglazialen See denkbar, zu dem sich der IceMole durchschmelzen könnte, um ihn dann vor Ort auf biologische Organismen zu untersuchen. Dieses In-situ-Messverfahren macht den IceMole zu einem leistungsstarken Roboter, der auch unter extremen Umweltbedingungen funktioniert. Er ist deshalb ideal für den Einsatz in extraterrestrischen Regionen.
| Schmelzgeschwindigkeit            | max. 0,3 m/h       |
| Heizelement                       | 4× Schmelzkopf     |
| Leistung Heizelemente             | ~2200 W            |
| Durchschnittliche Thermalleistung | 1000 W             |
| Leistung Antriebsmotor            | 25 W               |
| Gewicht                           | 30 kg              |
| Äußerliche Maße                   | 150 × 150 × 870 mm |

## Feldversuche
Der erste Feldversuch fand im September 2010 auf dem Morteratschgletscher im Schweizer Oberengadin bei Pontresina statt. Das primäre Ziel dieses Feldversuchs war es, das Antriebskonzept unter realen Bedingungen zu testen und unter Beweis zu stellen. Dies konnte mit folgenden Bohrszenarien gezeigt werden:
- Bohrung 1,5 m im Winkel von 45° aufwärts gegen die Schwerkraft
- Bohrung horizontal mit 5 m Länge
- Bohrung 3 m im Winkel von 45° abwärts, durch drei Sedimentschichten (Sand) und einer Kurve mit 10 m Radius

Die Testergebnisse zeigen, dass das IceMole-Konzept eine praktikable Herangehensweise ist, um wissenschaftliche Instrumente in tiefes Eis zu bringen und diese anschließend wieder zu bergen. Ein weiterer Vorteil des IceMole gegenüber einer Bohrung ist, dass die biologische Kontamination minimiert und der Prozess in hohem Maße selbstständig vollzogen werden kann.
Die Ergebnisse wurden auf dem Antarctic Science Symposium 2011 in Madison, Wisconsin (USA) und der European Geosciences Union 2011 in Wien, Österreich, vorgetragen.

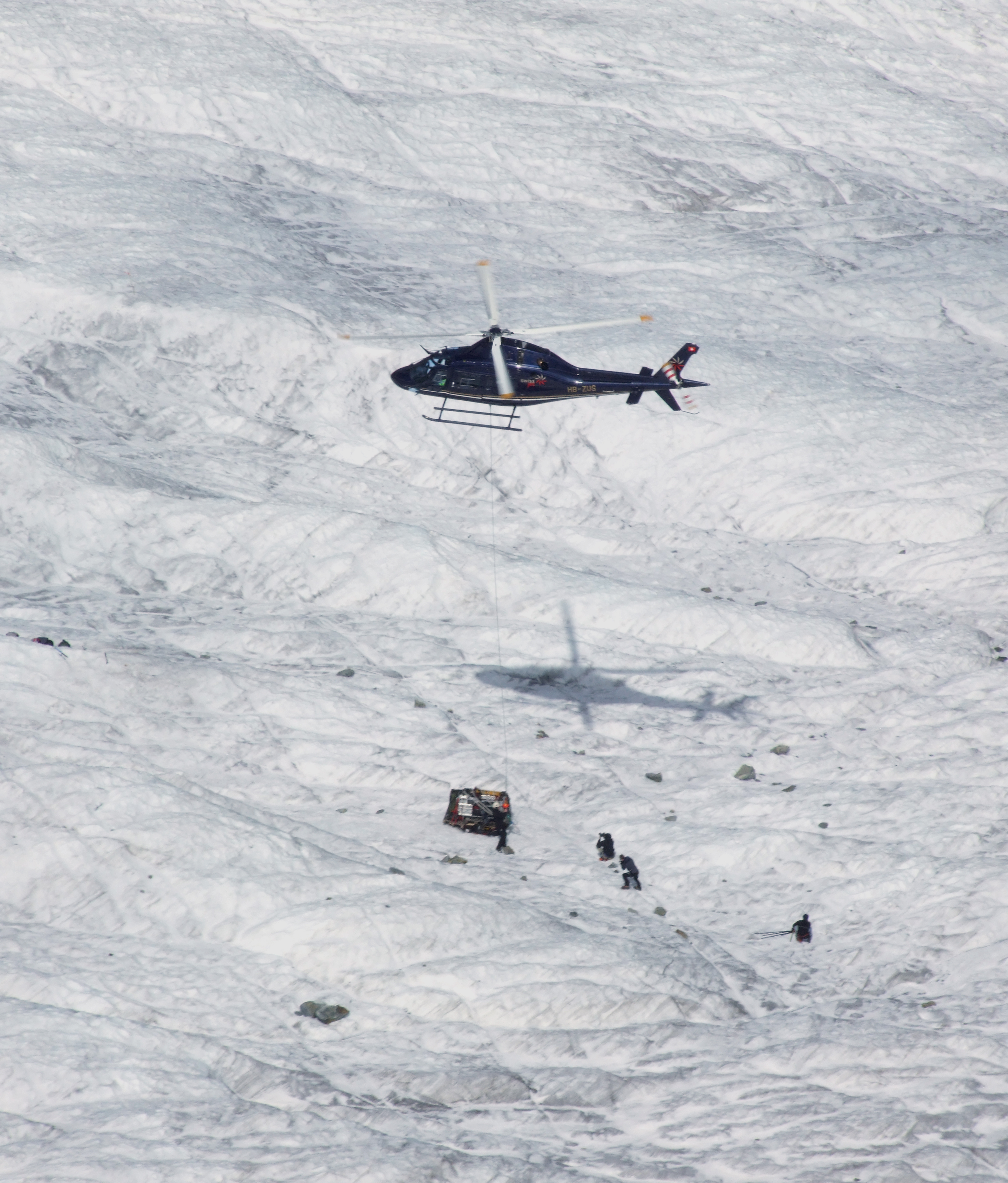
Transport der Ausrüstung zum Morteratschgletscher per Hubschrauber.
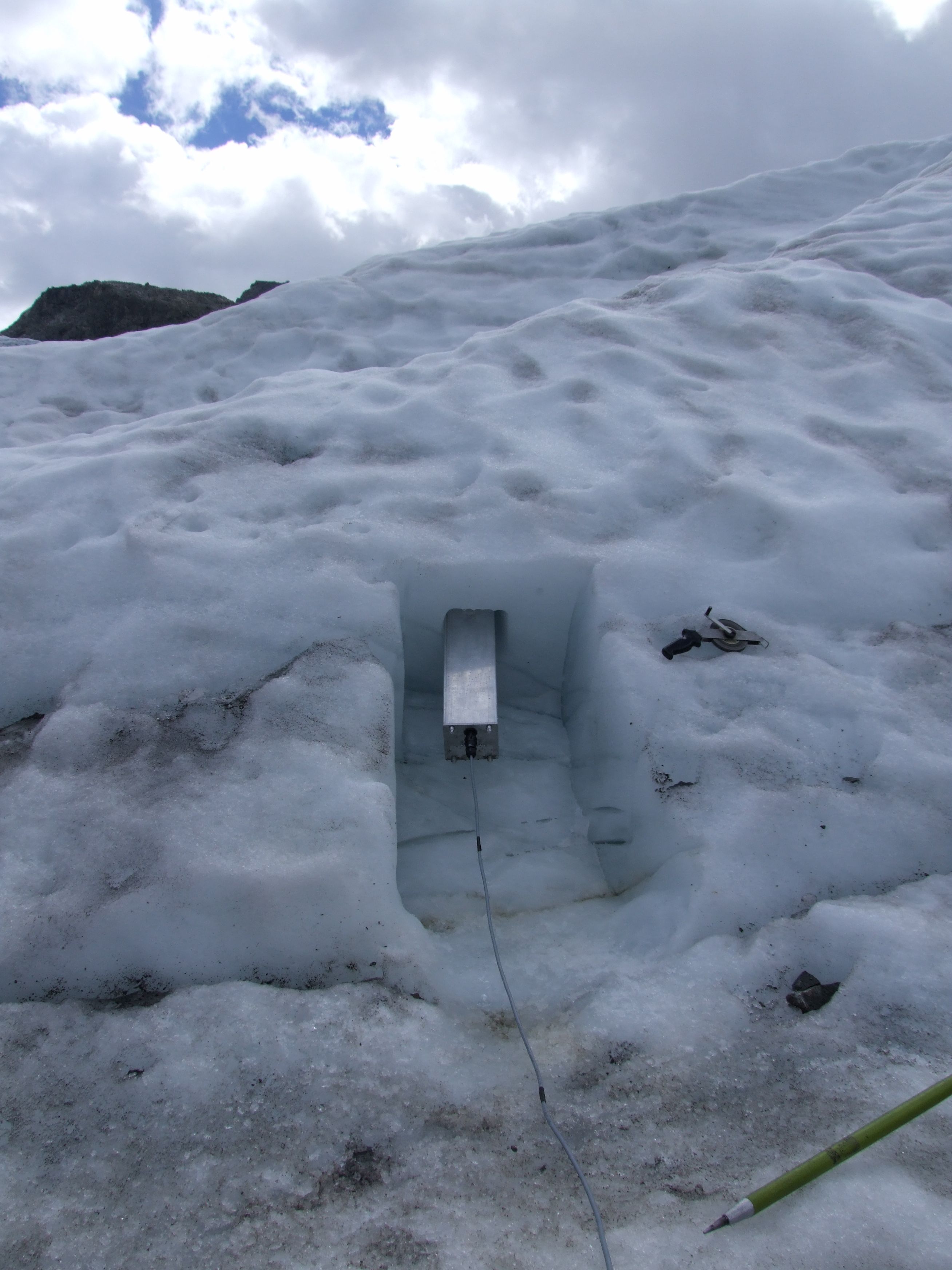
IceMole bewegt sich entgegen der Schwerkraft um 45° aufwärts.
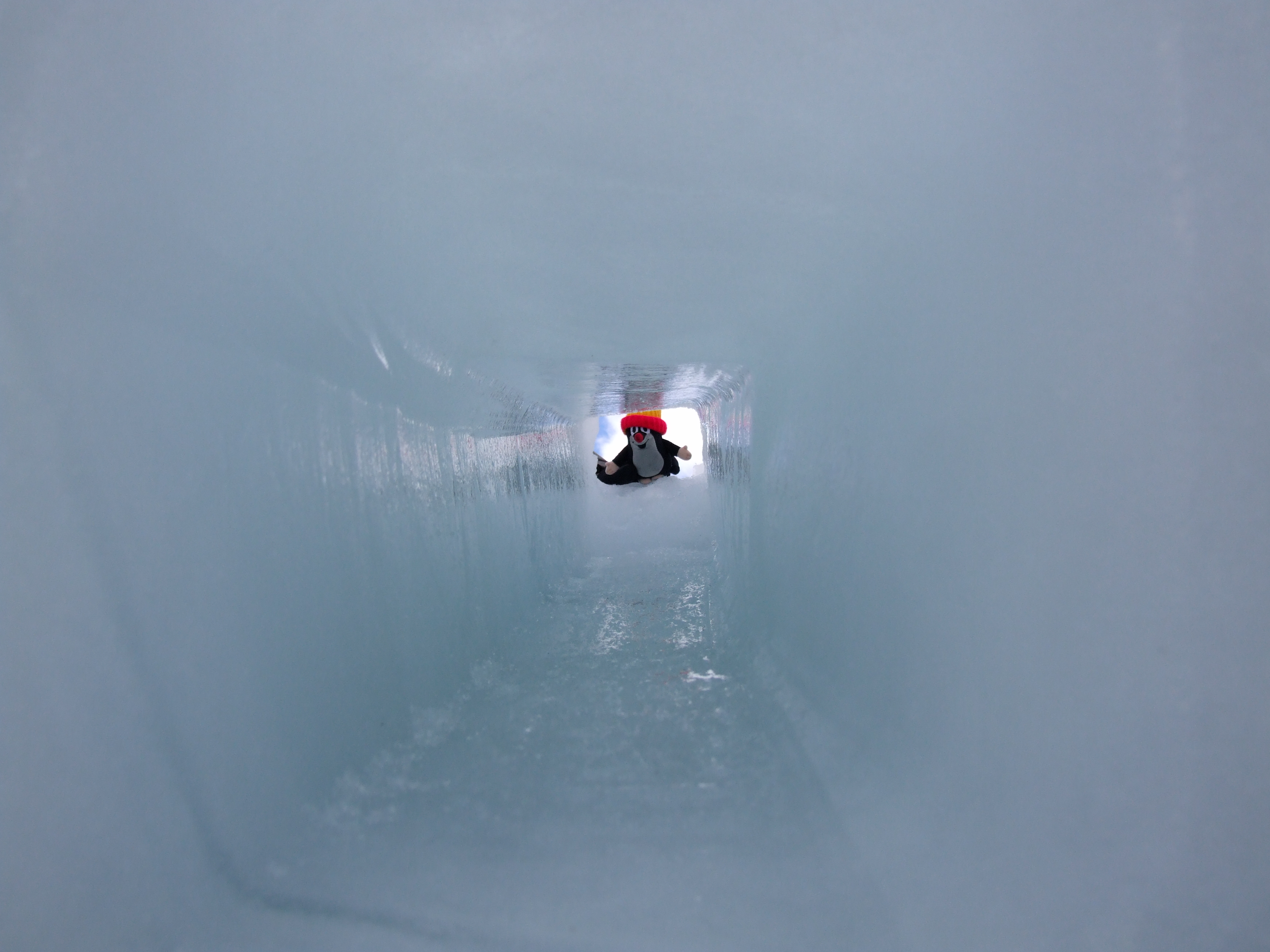
Der eingeschmolzene Kanal, von unten betrachtet.

## IceMole 2 - URMEL

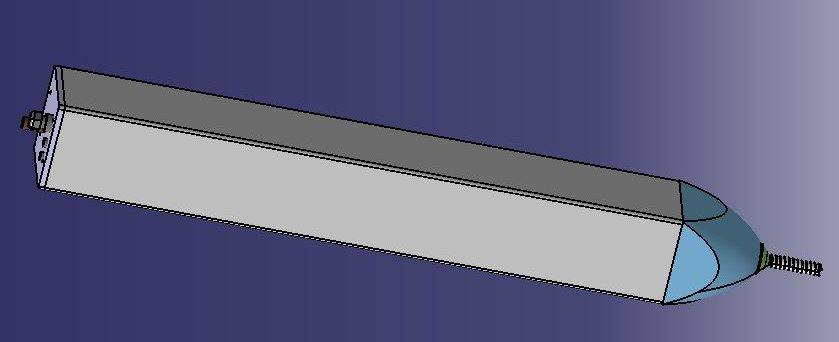
Grafische Darstellung von IceMole2

Seit Oktober 2010 entwickelt das IceMole-Team den Prototyp intensiv weiter. Ziel ist es, das System zu optimieren. Dazu erhält der Nachfolger „URMEL“ eine neue Kopfform mit zwölf Heizsegmenten und vier Seitenheizern für einen noch besseren und engeren Kurvenradius. Zusätzlich bekommt er ein eigens für diese Anforderungen konzipiertes Getriebe, das die Sonde leichter und effizienter machen soll.
| Schmelzgeschwindigkeit        | max. 1 m/h                        |
| Heizelement                   | 12× Schmelzkopf, 4× pro Wandseite |
| Schmelzleistung Kopf          | max. 2400 W                       |
| Schmelzleistung pro Wandseite | 600 W                             |
| Leistung Antriebsmotor        | 25 W                              |
| Gewicht                       | 25 kg                             |
| Äußerliche Maße               | 150 × 150 × 1200 mm               |
| Anzahl Kabelcontainer         | 5 Stück                           |
| Nutzlast                      | fluoreszierender Biosensor        |

Das Versorgungskabel wird nicht mehr von der Sonde abgespult, sondern von der Sonde in mehreren Containern hinter sich hergezogen, ähnlich wie ein Zug mit Waggons. In diese Container können zusätzlich Sensoren integriert werden, die dann dauerhaft im Eis eingesetzt werden könnten. Dies ist für Forscher weltweit von großem Interesse, da sie Sensoren im tiefen Eis unterbringen können. Der nächste Feldversuch ist auf der nördlichen Hemisphäre im Sommer 2012 geplant.

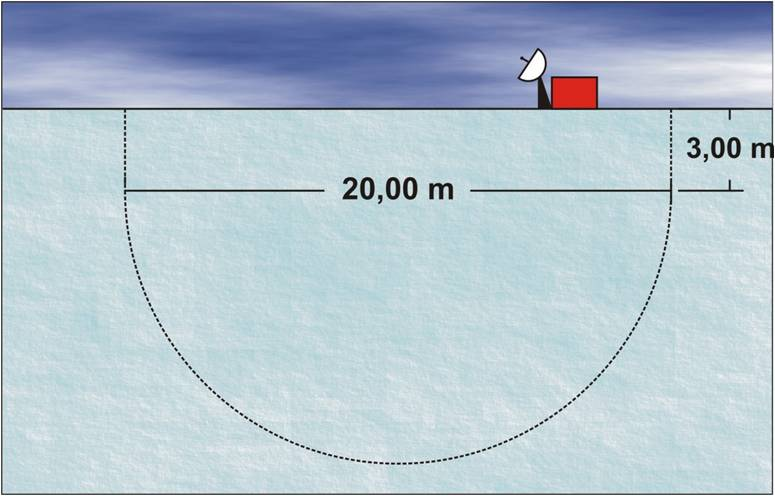
Missionsszenario für 2012: Graben eines vertikalen "U"

Die angedachten Ziele für das Feldexperiment 2012 waren
1. Die Rückführbarkeit der Sonde zu testen und zu validieren. Dadurch kann gezeigt werden, dass das System eine Nutzlast wieder an die Oberfläche bringen kann.
2. Ein horizontales und ein vertikales „U“ zu graben
3. Eine Entfernung von 40 m zurückzulegen
4. Für Zeiträume von 50 bis 150 Stunden betriebsfähig zu sein
5. Selbstständig Kabelcontainer abzukoppeln und zu positionieren

## Einsatz im Enceladus Explorer
2012 ging aus dem Studentenprojekt IceMole das von der DLR-Raumfahrtagentur geförderte Forschungsvorhaben „EnEx - Enceladus Explorer“ hervor. Dabei arbeiten Wissenschaftler von sechs Hochschulen (FH Aachen, RWTH Aachen, TU Braunschweig, Universität Bremen, Universität der Bundeswehr München und Bergische Universität Wuppertal) an der Entwicklung von Technologien zum navigierbaren Eisschmelzen unter ähnlichen Bedingungen wie auf dem Saturnmond Enceladus. Unter anderem entwickelten sie ein Navigations- und Detektionssystem sowie ein Dekontaminierungs- und Probenentnahmesystem, die in die Einschmelzsonde eingebaut wurden. Im November und Dezember 2014 fand ein Feldversuch in der Antarktis statt, bei dem mit dem EnEx-IceMole eine Probe subglaziales Wasser aus einer Tiefe von 16 Metern unter der Eisoberfläche entnommen werden konnte.